# 湯匙伯母歷險記
《湯匙伯母歷險記》（日语：スプーンおばさん）是一部日本的電視動畫，改編自挪威小說家阿爾夫·普勒森的同名兒童讀物《茶匙伯母》，電視動畫自1983年4月4日起播出至1984年3月30日為止，共130集，每集長度為10分鐘。另有多部改編漫畫、繪本推出。

## 劇情
湯匙伯母和她的丈夫住在一個小村莊。她脖子上掛著一個神奇的小湯匙，時不時會把她縮小到湯匙大小，不過湯匙本身並不縮小。當她縮小時，她必須把湯匙扛在背上，一段時間後，湯匙伯母會恢復原來的大小。
被變小之後，湯匙伯母可以與動物交流，並且會有一段精彩的冒險，這些冒險也不時讓她結交到新朋友，包括住在森林裡的神秘小女孩莉莉，以及老鼠家族。而在故事進展到尾聲時，她的丈夫才終於發現她的這個秘密。

## 外部連結
- 官方网站
- スプーンおばさん - NHK放送史（日本放送协会）（日語）

- 互联网电影数据库（IMDb）上《湯匙伯母歷險記》的资料（英文）
- 大卡通上《Spoon Oba-san》的資料
- Spoon Oba-san（動畫）在動畫新聞網百科全書中的資料（英文）